# Eugene Mallove
Eugene Franklin Mallove, né le 9 juin 1947 et mort le 14 mai 2004, est un scientifique du MIT et un journaliste qui a écrit sur la fusion froide en 1991, après l'annonce de Martin Fleischmann et Stanley Pons en 1989.

## Biographie

### Parcours universitaire
Eugene Mallove est diplômé du Massachusetts Institute of Technology : un B.S. (1969) et un M.S. (1970) en aérospatiale et propulsion spatiale. En 1975, il obtient un Sc.D (doctorat en science) de l'université Harvard.
Il fonde le magazine scientifique Infinite Energy magazine après sa démission du MIT.

### Meurtre
Eugene Mallove est tué le 14 mai 2004 à Norwich (Connecticut) près de la maison de vacances de ses parents.
Mallove avait expulsé les parents de Chad Schaffer du logement possédé par les parents de Mallove pour non paiement du loyer. Un mois plus tard il était venu pour le vider et le nettoyer en préparation de sa relocation. Chad Schaffer, accompagné de son cousin Mozzelle Brown serait venu et lui aurait reproché d'avoir jeté des affaires appartenant à ses parents. Les deux hommes auraient battu à mort Mallove dans l'altercation qui a suivi. 
Candace Foster, compagne de Schaffer, aurait été témoin de la mort et se serait rendue complice des meurtriers en les aidant à se débarrasser d'éléments compromettants. Chad Schaffer est condamné en 2012 à 16 ans de prison, après avoir plaidé coupable. Mozzelle Brown est condamné en janvier 2015 à 58 ans de prison. Candace Foster est libérée en décembre 2014 après 4 ans et 10 mois de prison, et condamnée en mai 2015, après avoir plaidé coupable, à la peine de prison déjà effectuée, par le tribunal de New London.

## Culture populaire
- Sa théorie est utilisée dans le film "Le Saint" pour lequel Mallove est consultant.
- "Cold Fusion: Fire from Water" (1998) (TV) documentaire de Chris Toussaint[3].
- "Phenomenon: The Lost Archives" (1998) (série documentaire TV) de Daniel Halperin avec Dean Stockwell comme narrateur[4].